# Contee dell'Islanda
L'Islanda è tradizionalmente divisa in 23 contee, sýslur, e 14 città indipendenti, kaupstaðir. Oggi questa divisione non ha più significato a livello amministrativo, visto che il paese è oggi diviso in 26 magistrati che sono la maggiore autorità per quanto riguarda la polizia locale (eccetto a Reykjavík dove c'è uno speciale ufficio di commissariato di polizia) e le funzioni amministrative come la dichiarazione di bancarotta o il matrimonio civile. Le giurisdizioni di questi magistrati seguono spesso le linee delle contee tradizionali, ma oggi si usa più di frequente riferirsi ad essi col nome della loro sede e non con quello della contea tradizionale (come per molte province italiane) anche quando si trovano sullo stesso territorio.

## Contee tradizionali
- Árnessýsla
- Austur-Barðastrandarsýsla
- Austur-Húnavatnssýsla
- Austur-Skaftafellssýsla
- Borgarfjarðarsýsla
- Dalasýsla
- Eyjafjarðarsýsla
- Gullbringusýsla
- Kjósarsýsla
- Mýrasýsla
- Norður-Ísafjarðarsýsla
- Norður-Múlasýsla
- Norður-Þingeyjarsýsla
- Rangárvallasýsla
- Skagafjarðarsýsla
- Snæfellsnes-og Hnappadalssýsla
- Strandasýsla
- Suður-Múlasýsla
- Suður-Þingeyjarsýsla
- Vestur-Barðastrandarsýsla
- Vestur-Húnavatnssýsla
- Vestur-Ísafjarðarsýsla
- Vestur-Skaftafellssýsla

Le 14 città indipendenti sono:
- Akranes
- Akureyri
- Hafnarfjörður
- Húsavík
- Ísafjörður
- Keflavík
- Kópavogur
- Neskaupstaður
- Ólafsfjörður
- Reykjavík
- Sauðárkrókur
- Seyðisfjörður
- Siglufjörður
- Vestmannaeyjar